# Rudolf 1. af Pfalz
Rudolf 1. af Pfalz (født 4. oktober 1274 i Basel, død 12. august 1319) var hertug af Oberbayern og pfalzgreve ved Rhinen fra 1294 til 1317.
Rudolf 1. var søn af hertug Ludvig den Strenge af Oberbayern og Matilda af Habsburg, som var en datter af kejser Rudolf 1. af Tyskland. 

## Efterkommere
Rudolf 1. var gift med Mechtild af Nassau som var en datter af kong Adolf af Tyskland. Blandt deres efterkommere var:
- Ludvig, arveprins af Pfalz (1297–1312);
- Adolf af Pfalz, var i 1319–1327 arving til værdigheden som pfalzgreve, men kom aldrig til at regere.
  - Ruprecht 2. af Pfalz (den hårde eller den alvorlige), kurfyrste 1390 - 1398,
    - Ruprecht 3. af Tyskland kurfyrste 1398-1410, gift 1374 med borggrevinde Elisabeth af Hohenzollern-Nürnberg (1358–1411) 
      - Ruprecht Pipan (1375–1397), kurprins, gift 1392 med grevinde Elisabeth af Sponheim (1365–1417), ingen børn.
      - Margarete (1376–1434), gift 1393 med hertug Karl 2. af Lothringen (1364–1431)
      - Friedrich (1377–1401)
      - Ludvig 3. af Pfalz (1378–1436) kurfyrste 1410 - 1436, gift 1401 med prinsesse Blanca af England (1382–1409) og i 1417 med prinsesse Mechthild (Mathilde) af Savoyen (1390–1438)
        - Ruprecht Englænderen (1406–1426)
        - Mechthild (1419–1482), gift 1436 grev Ludvig 1. af Württemberg (1411–1450), gift 1452 med hertug Albrecht 6. af Østrig (1418–1463);
        - Ludvig 4. (1424–1449) kurfyrste 1436 – 1449, gift1445 med prinsesse Margarethe af Savoyen (1420–1479),
          - Philipp 1., ((den oprigtige eller den ædelmodige)) kurfyrste 1476 – 1508
            - Ludvig 5. (1478–1544), kurfyrste 1508 - 1544, gift1511 med prinsesse Sibylle af Bayern-München (1489–1519)
            - Frederik 2. af Pfalz (1482–1556), kurfyrste 1544 - 1556 , gift  1535 med prinsesse Dorothea af Danmark-Norge (ældste datter af Christian 2. af Danmark, Norge og Sverige)
            - Ruprecht af Pfalz
              - Otto Henrik (1502 – 1559), kurfyrste 1556–1559, hertug af Pfalz-Neuburg (1505–1559)

        - Frederik 1. af Pfalz (1425–1476) kurfyrste 1451–1476, gift 1462 med Clara Tott, deres efterkommere blev grever og fyrster til Löwenstein-Wertheim;
        - Ruprecht af Pfalz (1427–1480), ærkebiskop af Köln.

      - Johan af Oberpfalz-Neumarkt (1383-1443), gift 1407 med Catharina af Pommern (c. 1390-1426)
        - Christoffer af Bayern, konge af Danmark, Norge og Sverige (død 1448)
- Rudolf 2. (1306–1353) den blinde, gift 1328 med prinsesse Anna af Görz, Tirol og Kärnten (1300–1335), gift 1348 med prinsesse Margarete af Sizilien – Aragon (1331–1377);
  - Anna af Pfalz (1329–1353), gift 1349 med kejser Karl 4. af Tyskland og Böhmen
- Ruprecht 1. af Pfalz (1309–1390), kurfyrste 1356 – 1390, gift 1350 med grevinde Elisabeth af Flandern-Namur (fra Huset Dampierre) (1340–1382), gift 1385 med prinsesse Beatrix af Berg (1360–1395)
- Mechthild (1312–1375), gift 1331 med greve Johan 3. af Sponheim (død 1399)
- Anna (1318–1319).